# Jiří Straka (malíř)
Jiří Straka (* 1967 Praha) je malíř tušové malby. Žije v Praze a Pekingu.

## Studium, zaměstnání
Současný významný nezávislý umělec, tvořící ve stylu moderní tušové malby s východisky dálněvýchodních staromistrovských technik, např. čínské „metody pracné tuše" či „malba bez kostí", kromě čínské malířské tradice, které je uznávaným znalcem, se nechává mimo jiné inspirovat i Evropskou barokní malbou žánru zátiší. Většinou tvoří v převážně monochromní tušové malbě, někdy v monumentálních formátech, nevyhýbá se i „živé malbě" jako happeningu, spojující moderní umění s tradicí klasické čínské malby.
Se svou čínskou manželkou A Qin žije a tvoří v Praze a Pekingu.
Vystavuje v prestižních galeriích, např. 798 Art district v Pekingu nebo Today Art Museum, z tuzemských jmenujme např. Galerie Rudolfinum, Galerie Zdeněk Sklenář či Museum Kampa, participace na Shanghaiském
expu, spolupráce s předními umělci (např. Frederico Díazem).
- 1989–1995 studium Sinologie na Ústavu Dálného východu – Filozofická fakulta Univerzity Karlovy
- 1995–1996 studijní pobyt na Ústřední akademii výtvarných umění v Pekingu – Ateliér tradiční tušové malby
- 2002–2006 restaurátor Asijských sbírek NG v Praze – restaurování čínských obrazů a kaligrafií na papíře a na hedvábí

Živá malba:
- 2011 Galerie S, Praha
- 2010 Expo Shanghai, ČLR
- 2009 Festival of Contemporary Art,Xian, ČLR
- 2009 Temple of Longevity, Changchun, Jinlin, ČLR
- 2008 Painting Rebellion, TN, 798 Space, Peking, ČLR
- 2007 Painting Rebellion,Inter Art Center,798 Space, Peking,ČLR

Publikace, katalogy:
Monografie:
Petr Nedoma, Shu Yang, Hang Chunxiao, Wu Hongliang, The World,Jiri Straka’s Ink Painting, Peking 2011
Shu Yang – Jiří Straka | Živá malba,Praha 2010,Galerie Zdeněk Sklenář
Jiří Straka : Museum Kampa : [katalog výstavy / texty Jiří Straka; fotografie Alexander Dobrovodský] Praha : Museum Kampa, Nadace Jana a Medy Mládkových, 2005

## Samostatné výstavy
- 2017 – Květiny v moři zla, Nová Galerie, Praha
- 2015 – Tušová malba, Galerie Václava Špály, Praha
- 2012 – Chinese from Czech, Times Art Museum, Peking
- 2012 "The Frontline – Chinese from Czech", Pekingské muzeum současného umění, Čína
- 2011 – Galerie S
- 2011 – „The World" Jiří Straka ink painting exhibition, Today Art Museum, Peking
- 2010 – Zartes Grauen Arteversum Gallery Dusseldorf
- 2009 – Jiří Straka – Obrazy, advokátní kancelář Pierstone, Praha
- 2007 – Samsara, 798 Space, Peking, ČLR
- 2007 – Srdce, Galerie V Kapli, Bruntál
- 2005 – Květiny srdce, Galerie Jídelna – VMG Česká Lípa
- 2006 – Květiny srdce, Malířský ústav města Šen-čen, ČLR
- 2005 – Jiří Straka – Tušová malba, Muzeum Kampa, Praha
- 2003 – Jiří Straka, Písecká brána, Praha
- 2003 – Jiří Straka, Galerie Doubner, Praha
- 2002 – Jiří Straka – Obrazy, Velvyslanectví ČR v Pekingu, ČLR
- 2001 – Jiří Straka – Tušová malba, Taipei, Taiwan
- 2000 – Jiří Straka – Tušová malba, Muzeum města Šen-čen, ČLR
- 1999 – Jiří Straka – Návraty, Malá Strana, Praha

## Společné výstavy
- 2009 Spodní proud / Undercurrent (+ Josef Bolf, Martin Eder, Jonathan Meese), Galerie Rudolfinum, Praha
- 2008 Painting rebellion, Gallery TN, 798 Space, Peking, ČLR
- 2007 Painting rebellion, Inter Art Center, 798 Space, Peking, ČLR
- 2003 4. Mezinárodní bienále tušové malby Šen-čen, ČLR
- 2002 Čínská tušová malba, City Hall Exhibition Gallery, Hong Kong, ČLR
- 2001 3. Mezinárodní bienále tušové malby, Šen-čen, ČLR
- 1999 2. Mezinárodní bienále tušové malby, Šen-čen, ČLR